# Aeroportul New Providence
Aeroportul New Providence (IATA: PID, ICAO: MYPI) este un aeroport din Bahamas ce deservește zona Paradise Island⁠(d).
Situat la o altitudine de 1 m, aeroportul dispune de o singură pistă.